# Villa Valguarnera
Die Villa Valguarnera ist ein Landschloss in Bagheria auf Sizilien.

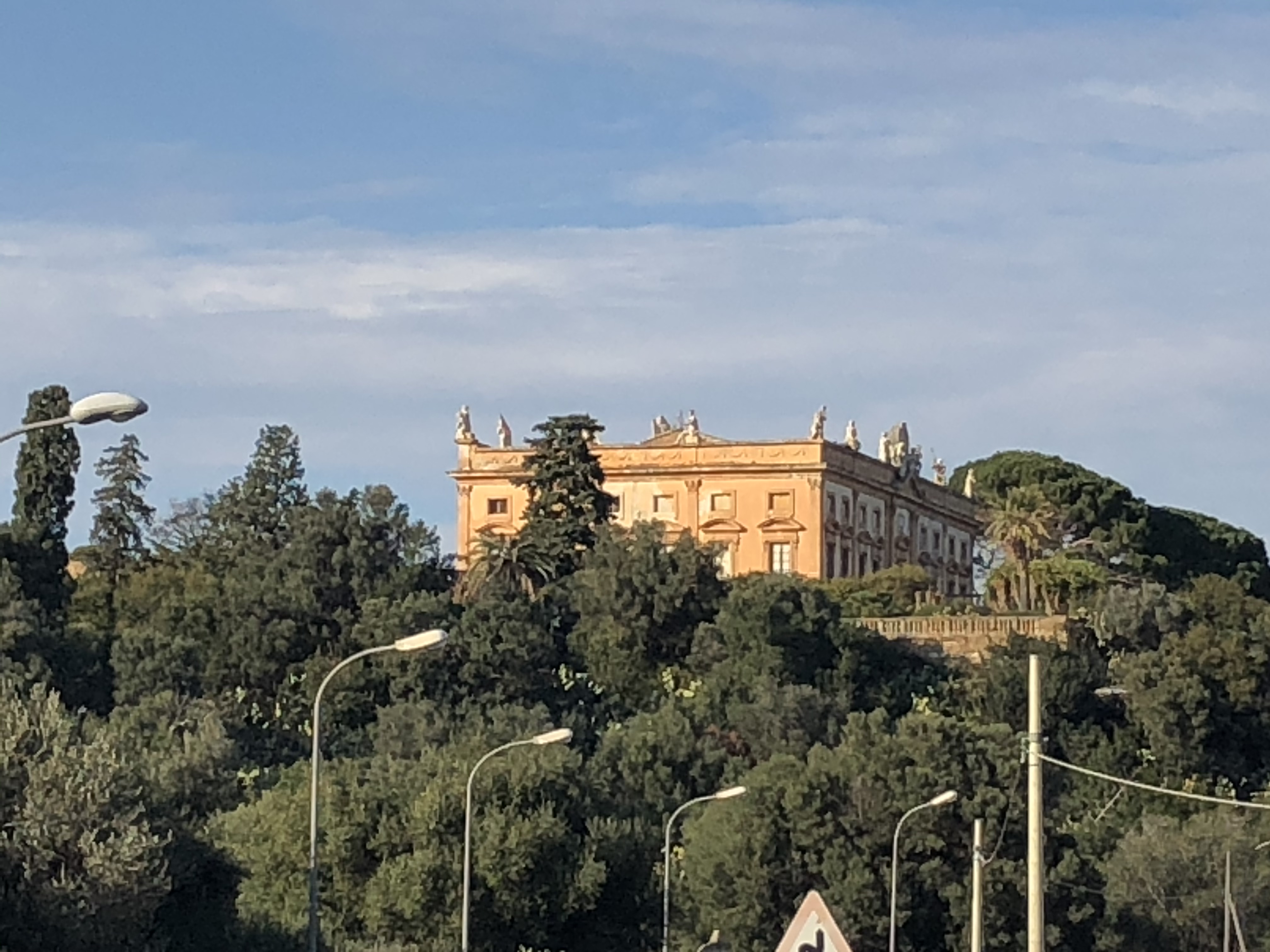
Villa Valguarnera

## Auftraggeber
Im Jahr 1712 beauftragte Maria Anna del Bosco Gravina den Architekten Tommaso Maria Napoli mit Planung und Bau eines der größten Paläste in Bagheria. Die Bauherrin war Tochter des Fürsten von Gravina, in erster Ehe verheiratet mit Giuseppe, Graf von Assoro und Fürst von Valguarnera und Gangi. In zweiter Ehe heiratete sie Giuseppe del Bosco, Fürst von Cattolioca. Erworben hatte Signora del Bosco Gravina das auf einem 200–300 Meter hohen Hügel gelegene Plateau von der Familie Branciforte, den Fürsten von Butera, mit denen sie verwandtschaftlich verbunden war. Im Erbwege ging das Gut an die heutigen Besitzer, die Alliata, Principi di Villafranca.
Im Unterschied zu den meisten Villen in Bagheria diente diese Anlage niemals landwirtschaftlichen Zwecken, sondern ausschließlich als luxuriöse Alternative zum Stadtpalast in Palermo.

## Baubeschreibung
Tommaso Maria Napoli greift bei seinem Entwurf für die Villa auf Elemente des römischen Barock zurück, die er mit der Architektur österreichischer und nordalpiner Paläste verbindet.
So sind die (später geschlossenen) Kolonnaden des ovalen Eingangshofes zum einen typisch sizilianisch, zum anderen jedoch zitiert die ovale Form deutlich den Säulengang  Gian Lorenzo Berninis vor der Peterskirche in Rom. Beim Villengebäude selbst dominieren die Einflüsse nordalpiner Palastbauten.
Der halbkreisförmige Mittelteil des Gebäudes korrespondiert mit dem halbrunden Ehrenhof. Zwei weit nach vorn gezogene Freitreppen führen zum piano nobile. Über der Loggia ist ein Marmorrelief mit einem Porträt der Bauherrin. Die Dachbalustrade zeigt das Wappen der Fürsten von Valguarnera und Putten von Ignazio Marabitti. Die durch einen Mittelrisalit, Pilaster, Balkone und Segmentgiebel über den Fenstern gegliederte Gartenfront wird nach oben durch ein Marmorrelief mit dem Bildnis des Fürsten Emanuele di Valguarnera abgeschlossen. 
Nach einem Generationswechsel der Eigentümer und dem Tod des Architekten  wurden die Steinmetze Gaspare Ferro und Francesco Lanza aus Trapani und um 1740 der Architekt und Kamillianermönch Emanuele Caruso damit beauftragt, die Bauarbeiten fortzusetzen. 
Zahlreiche Änderungen am Baukonzept verzögerten die Fertigstellung, indem das Äußere und die Räumlichkeiten dem jeweiligen Geschmack der Eigentümer angepasst wurden. 
Nachdem Giovan Battista Cascione mit seinem Mitarbeiter Vincenzo Fiorelli schon die Fertigstellung der Außenanlage und der Fassade übernommen hatte, wurde er  1780 mit dem Bau des ovalen Ballsaales im piano nobile betraut.  Die Saaldecke wurde von Elia Interguglielmi zwischen 1785 und 1790 mit dem klassizistischen Fresko Triumph des aufgeklärten Herrschers dekoriert und die Wände mit Tondi, die Szenen  aus dem Leben des Herakles zeigen.
Noch in seinem Todesjahr, 1759, hatte Gaspare Serenario eine Serie von Familienporträts fertiggestellt, die nun im Festsaal ihren Platz fanden. 
Die übrigen Räume wurden vom weniger bekannten Maler Luzzardi mit mythologischen Szenen und Landschaften versehen und  Pietro Paolo Vasta schuf zwei Pastelle. 
Früher war die Villa von einem weitläufigen barocken Park umgeben, der gegen Mitte des 18. Jahrhunderts klassizistisch umgestaltet und mit Skulpturen und Pavillons versehen wurde.
Einen Eindruck der spätbarocken Anlage gibt ein Wandgemälde des Kartenmalers Antonio Bova (1688–1777, ab 1723 in Palermo aktiv) im Palazzo Gangi-Valguarnera in Palermo wieder.
Das Schicksal von Villa und Garten im 20. Jahrhundert wird von Dacia Maraini, einer Nachfahrin der Erbauerfamilie, geschildert. Die Villa ist außerdem Schauplatz ihres historischen Romans Die stumme Herzogin (1991).